# Екатерино-Лебяжский Николаевский монастырь
Екатери́но-Лебя́жский Николае́вский монасты́рь (также Черноморская Николаевская пустынь) — мужской монастырь Ейской епархии Русской православной церкви, расположенный в посёлке Лебяжий Остров в Брюховецком районе Краснодарского края.

## История

#### 1794—1816 годы
Архиепископ Филарет (Гумилевский) писал, что пустынь была образована черноморскими казаками, для которых заменила закрытый в 1786 году после уничтожения Запорожской сечи Межигорский монастырь как место, «куда старые сѣчевники обыкновенно удалялись на покой и покаянiе».
Именным повелением императрицы Екатерины II от 24 июля 1794 года казакам было позволено организовать пустынь по образцу Саровской, управляемую архимандритом или игуменом. Епископ Феодосийский Иов (Потемкин) рекомендовал первому настоятелю монастыря ввести устав по образцу устава старца Паисия Величковского, привезенного с Афона. 7 августа того же года Святейший Синод постановил устроить монастырь на 30 монашествующих и 10 «больничных», с соборной церковью, колокольней и больничным храмом. Сведения о назначении настоятеля и постриге казаков в монашество должны были передаваться Святейшему Синоду казачьим войсковым правительством. Кроме того, в 1794 году было постановлено открыть при монастыре школу.
Местом расположения пустыни было определено островное урочище «Лебяжьи Лиманы». Ее первым настоятелем в 1796 году стал выходец из Межигорского монастыря, сын священника архимандрит Феофан, который с 1776 года был настоятелем Самарского Николаевского монастыря. За первый год существования обители был выстроен деревянный трапезный храм великомученицы Екатерины, жилища для братии и настоятеля строились на протяжении трех лет. Строительство велось на средства войскового правительства, выделившего 30 тыс. рублей ассигнациями и 20 голландских червонцев.
К 1798 году в монастыре были сооружены деревянная сосновая изгородь, трапеза, поварня, пекарня, келарня, амбар, ледовня, погреб, конюшня, и плотинная мельница на реке Бейсуг. В это время в обители еще не было иноков — только настоятель, иеромонах, иеродиакон и двадцать аттестованных войсковым правительством казаков-послушников, о которых архимандрит ходатайствовал перед Святейшим Синодом «чтоб престарелых послушников, близ смерти находящихся, постригать без искуса и представления». В 1801 году архимандрит Феофан «по немощамъ старости» отошел от управления монастырем и вернулся в Самарскую пустынь, где еще 6 лет пробыл настоятелем монастыря.
Утварь из ризницы Межигорского монастыря была перенесена в монастырь из Александро-Невской лавры в 1798 году при атамане Тимофее Котляревском и из Полтавского Крестовоздвиженского монастыря в 1803 году (кроме оставшихся в Екатеринославской семинарии книг на латыни, и части, розданной 29 храмам Черноморского войска). Об этом ходатайствовал в том числе генерал-фельдцейхмейстер Платон Зубов.
Присланный в 1801 году второй архимандрит монастыря, грек Дионисий (Деляграммати), прежде руководивший Кирилло-Белозерским монастырем, не был знаком с обычаями казаков и языком, и был вскоре переведён в Балаклавский монастырь. Вместо него в 1802 году был назначен игумен Клопского монастыря Товия, выходец из малороссийских дворян. 6 августа 1804 года в обители был заложен каменный храм во имя святителя Николая с приделами святого благоверного князя Александра Невского и Рождества Пресвятой Богородицы, строившийся на средства Черноморского войска и пожертвования мастерами из столицы донского казачества Черкасска (ныне — станица Старочеркасская) по образцу Успенского собора в Киево-Печерской лавре. Его отделка продолжалась до 1815 года, а полное окончание работ наступило в 1816 году; в 1812 году был освящен храм Преображения Господня на хорах, в 1816 году — придельный престол Рождества Богоматери.
При архимандрите Товии в 1809 году был построен и освящён каменный храм Всех Святых (киновия) для братии, работавшей на образованном Бейсугом и Бейсужком острове. Средства на его строительство выделил есаул Мирон Михайлович Гричаный. В монастыре также была построена гостиница для паломников. В 1816 году после конфликта с экономом монастыря и войсковым начальством он был переведен в Санкт-Петербург в Александро-Невскую лавру, а впоследствии — принял управление Троицким Александро-Свирским монастырем.
Монастырь управлялся при участии двух представителей Черноморского казачьего войска, заседавших в комиссии под председательством настоятеля монастыря. Товия завёл в монастыре «контору», в которой заседали казначей, наместник и ризничий, разбиравшие экономические вопросы, а также распри между братией.

#### 1817—1917 годы
Пустынь находилась на содержании Черноморского казачьего войска вплоть до 5 февраля 1872 года, когда перешла полностью в ведение Кавказской епархии из двойного подчинения именным указом императора Александра ІІ. Монастырь был заштатным, при переводе в епархиальное подчинение ему были предоставлены в собственность 522 десятины войсковой земли, все бывшее в монастыре движимое и недвижимое имущество, водяные мельницы, 2 рыболовных заводи и 50 тыс. рублей капитала.
В середине XIX века в монастыре были построены храм Николая Чудотворца с приделом Рождества Пресвятой Богородицы, теплый храм Покрова Пресвятой Богородицы при каменных настоятельских кельях с приделом святого Саввы Стратилата (построен в 1872 году), каменная трапезная, деревянная и каменная гостиницы и каменная же ограда с тремя башнями. Значительную часть монастырского хозяйства составлял сад: в 1809 году по ходатайству Дюка де Ришельё в пустынь был направлен для усовершенствования виноградных плантаций садовод А. Шелимов из Крымского училища виноделия в Судаке, находившийся там до 1815 года. В середине XIX века на семи монастырских плантациях росли яблони, вишни, сливы, бергамот, абрикос, жердела, персики и орехи — до 1 тыс. деревьев и более 1 тыс. виноградных лоз. В монастыре действовала школа для мальчиков.
Архимандрит Никон (Конобеевский) подавал прошение руководству казачьего войска об организации в монастыре больницы с медиком (положение об обустройстве которой было утверждено еще в 1842 году). В 1856 году архимандрит Никон предложил создать инструкцию о правах и обязанностях для членов комитета по управлению монастырём, так как считал вмешательство руководства казачьего войска в монастырскую жизнь чрезмерным. При нём была украшена серебряной ризой храмовая икона святого Николая, построены каменные настоятельские кельи и корпус братии, храм Покрова Пресвятой Богородицы, освященный епископом Кавказским и Черноморским Иоанникием (Образцовым) в 1853 году.
В начале XX века монастырь был огорожен стеной из жжёного кирпича с четырьмя башнями и четырьмя воротами. В нем находились храмы Святителя Николая, теплая каменная церковь Покрова Пресвятой Богородицы при настоятельских покоях, и каменная церковь Великомученицы Екатерины, освященная в 1874 году, при которой работала монастырская больница. В 1872 году в киновии была выстроена церковь Казанской иконы Божией Матери. Недалеко от центральных ворот была выстроена каменная колокольня с 12 колоколами, самый тяжелый из которых весил 330 пудов. Были выстроены кирпичная трапезная, далее кухня, просфорня с подвалом и три корпуса келий для братии, а также гостевой дом. При монастыре продолжала работать школа, в которой учились до 15 мальчиков разных сословий, а также были устроены столярные мастерские, кухня, конюшенный двор с каменной оградой и три дома для богомольцев. При Кубанском исправительном приюте обучалось 12 монастырских стипендиатов, за которых пустынь выплачивала в год 480 рублей. Кроме того, социальное служение велось и в женском Марие-Магдалинском монастыре, заложенном настоятелем пустыни архимандритом Дионисием: первая школа для девочек появилась в нем в 1849 году, в 1861 году в ней обучалось уже 40 воспитанниц и работали классы русского правописания для девочек-сирот из духовного сословия. В 1898 году при мужской Екатерино-Лебяжской пустыни и женском Марие-Магдалинском монастыре появились приюты для малолетних преступников и беспризорников.
В 1914 году с началом Первой мировой войны Екатерино-Лебяжская пустынь пожертвовала 3 тыс. рублей на военные нужды.

#### Закрытие. Коммуна «Набат»
13 декабря 1920 года из 10 семей (34 человека) безземельных крестьян-бедняков была организована коммуна «Набат». 10 февраля 1921 года в неё была принята ещё 31 семья (141 человек). Коммуна унаследовала часть монастырского имущества, коммунары устроили школу, клуб и детский дом. В течение некоторого времени коммунары жили совместно с монахами.
28 сентября 1920 года начальником милиции станицы Чепигинской был арестован иеромонах Илия (Враков) по обвинению в пропаганде против советской власти, якобы высказанной им во время проповеди в день богослужения Воздвижения Креста Господня. В конце октября он был переведён в тюрьму Кубанской ЧК, где оперативный сотрудник, рассмотрев следственное дело, вынес предложение о заключении священника в концлагерь до окончания Гражданской войны. Однако постановление военно-полевой тройки от 6 декабря 1920 года оказалось намного жёстче: «как ярого контрреволюционера» отца Илию приговорили к расстрелу, не принимая во внимание предложение следователя.
В ночь с 21 на 22 апреля 1921 года на коммуну «Набат» совершил нападение отряд бывшего полковника Добровольческой армии Михаила Жукова. В ходе него погибли 48 коммунаров, после этого «Набат» прекратил существование — настолько сильно было разрушено хозяйство коммуны. Эти события были описаны кубанским писателем Василием Поповым в рассказе «Сказ о коммуне „Набат“» из сборника «Кубанские сказы». Осенью 1922 года коммуна была окончательно ликвидирована, на её месте был организован совхоз.
Ответом со стороны властей стал беспощадный террор. По распоряжению командующего IX Кубанской армией Василенко на глазах у жителей Чепигинской расстреляли 27 активных участников сопротивления, более 50 человек были арестованы и отправлены в тюрьму. В телеграмме начальника штаба IX Кубанской армии Душкевича от 25 апреля говорилось: «Командарм приказал расстрелять всех участников налета на коммуну «Набат» на глазах населения Чепигинской и объявить о сем повсеместно по всему отделу. Имущество расстрелянных передать беднякам и потерпевшим от налета. Установить строжайшее наблюдение за всеми возвратившимися в станицу Чепигинскую жителями».
Партийные работники и коммунары обвиняли в поддержке повстанцев настоятеля пустыни архимандрита Дорофея и монахов. По доносу совета коммуны 12 мая особый отдел 39 бригады арестовал архимандрита Дорофея, казначея иеромонаха Тихона (Зимовец), монахов Лазаря (Бегдана), Алексея (Иванцова) и псаломщика Андрея Завьялова. Факта пребывания монашествующих в пустыни оказалось достаточно для обвинения. Из Брюховецкой отца Дорофея, монахов и более 50-ти казаков отправили в краснодарскую тюрьму ЧК для окончательного приговора. От распространившегося тифа 23 августа скончался монах Лазарь.
Более месяца арестованные провели в ожидании решения своей судьбы. Наконец, 23 сентября коллегия Кубано-Черноморской ЧК признала вину доказанной и приговорила архимандрита Дорофея и монаха Алексея к высшей мере наказания.
Местные власти неоднократно пытались собственными силами забрать имущество Екатерино-Лебяжьего монастыря, не дожидаясь ни официальной санкции областного центра, ни действий комиссии по ликвидации обители. Удобным предлогом для власти стало нападение в мае 1921 года казачьих повстанческих отрядов на окружавшие монастырь населённые пункты, в связи с чем обитель была объявлена «притоном бело-зелёных банд» и принято решение о её немедленной ликвидации. На заседании президиума Тимашёвского отдельского исполкома 2 июля было заслушано предложение коммуны «Набат» забрать зимний храм для использования под школу. «В виду того, что церковь в настоящее время не используется по прямому назначению за отсутствием молящихся», президиум дал разрешение, но при условии согласования с ликвидационным подотделом КубЧероблисполкома. В ноябре использование храма под школу коммуной «Набат» облисполком признал «целесообразным и не противоречащим» Декрету.

## Возрождение монастыря
Осенью 1992 года архиепископ Екатеринодарский и Кубанский Исидор (Кириченко) отслужил в поселке Лебяжий Остров литургию и освятил привезенный из Украины камень с табличкой: «На этом месте будет воздвигнута часовня в честь 600-летия преставления Преподобного Сергия Радонежского Игумена и всея Руси Чудотворца». Первые после закрытия монастыря монахи, начавшие возрождение обители, поселились в бывшем ДК ЗАО «Лебяжье-Чепигинское» 4 июля 2011 года.
В 2012-2013 годах Русской православной церковью был разработан проект мемориального комплекса «храм преподобного Сергия Радонежского Кубанской Екатерино-Лебяжской Николаевской пустыни».
19 мая 2014 года Священный Синод РПЦ по прошению епископа Ейского и Тимашевского Германа (Камалова) постановил вновь открыть Екатерино-Лебяжский Николаевский мужской монастырь, назначив его игуменом иеромонаха Григория (Хоркина). 13 июля 2015 года его на этой должности по ходатайству епископа Германа сменил иеромонах Никон (Примаков), скитоначальник и духовник братии в Свято-Духовом мужском монастыре Тимашевска. 14 августа 2015 года в праздник Происхождения Древ Животворящего Креста Господня он был введен в игуменский сан. Прежний игумен в связи с болезнью был освобожден от настоятельских обязанностей, оставшись в монастыре.

## Настоятели
Настоятелями монастыря были:
- архимандрит Феофан (1796—1801)
- архимандрит Дионисий (Деляграммати) (1801—1802)
- архимандрит Товия (Моисеев) (1802—1816). Переведён в Александро-Свирский монастырь.
- архимандрит Иоасаф (Лебединский): перемещён из Домницкого монастыря, управлял монастырем после перевода архимандрита Товия в течение полугода, отбыл по неизвестным причинам 8 декабря 1817 года[19].
- архимандрит Спиридон (Щасный) (февраль 1818 — январь 1839): черноморский казак, избран монахами обители. В 1833 году подал прошение об увольнении с настоятельской должности из-за преклонных лет и немощи, однако вновь был вынужден исполнять настоятельские обязанности после архимандрита Иоанникия с июля 1836 года по январь 1839 года.
- архимандрит Иоанникий (июль 1836 года — январь 1839): из-за противоречий с братией, а также войсковым начальством покинул обитель.
- архимандрит Иннокентий (Покровский): 22 августа 1836 года произведён в сан архимандрита без управления монастырем, в 1838 году за отличную службу получил Екатерино-Лебяжскую пустынь в управление. Скончался 18 августа 1840 года.
- архимандрит Дионисий (3 ноября 1840—1850 или 1851): овдовевший и поэтому ставший иеромонахом Новочеркасского архиерейского дома священник Воронежской епархии, с 1843 года управлявший Черниевым-Николаевским монастырем. Безуспешно добивался учреждения при пустыни училища для бедных казачьих детей, 21 сентября 1849 года в день чудотворца Димитрия Ростовского женскую монашескую обитель во имя Марии Магдалины на берегу реки Кирпили. В 1851 году он был освобожден от должности настоятеля пустыни, с 1855 года управлял Богородицким Задонским монастырем, а с 1860 года — Новым Иерусалимом. В январе 1862 года переведён в Елецкий Троицкий монастырь[20]. Скончался 15 марта 1864 года.
- архимандрит Никон (Конобеевский) (1851—1860): учился в Шацком духовном училище, выходец из Шацкого Черниева-Николаевского монастыря, в который поступил ещё во время обучения в Тамбовской семинарии по собственному желанию. Окончив её, 29 декабря 1829 года поступил в Предтеченский Трегуляевский монастырь. В Тамбовской епархии был в разное время учителем уездного училища, губернским инспектором Тамбовских училищ (1833—1834 годы), казначеем, ризничим и экономом при Архиерейском доме, а также казначеем (декабрь 1834 года), строителем (28 июля 1835 года) и игуменом (12 апреля 1836 года) Лебедянского монастыря[21][22]. 1 апреля 1853 года архимандрит Никон по благословению епископа Кавказского и Черноморского Иоанникия (Образцова) заложил Войсковой собор святого благоверного князя Александра Невского в Краснодаре[23] В 1860 году он был перемещен на должность настоятеля Георгиевского монастыря в Балаклаве.
- протоиерей Димитрий Иванович Гремяченский (1860): временно управлял монастырем после ухода архимандрита Никона, закончил выплавку для обители медного колокола из предоставленного казачьим войском металла.
- архимандрит Амвросий: управлял монастырем после протоиерея Димитрия Гремячинского в течение года.
- архимандрит Дормидонт (Сичкарёв) (1863 — 23 апреля 1869): поступил в монашество в Рыхлевской пустыни, с 1838 года состоял в Киеве в Златоверхо-Михайловском монастыре. До 1863 года был настоятелем в пяти монастырях. После его смерти выяснилось о том, что Дормидонт оставил наследство в размере 21 тыс. рублей, которое по решению суда от 20 декабря 1873 года поступило в казну монастыря, так как он был общежительным и братии не было позволено завещать кому-либо свое имущество.
- архимандрит Антоний (февраль — 14 сентября 1870): переведен из Кизлярского Крестовоздвиженского монастыря (в который, наряду с астраханскими монастырями, ссылались провинившиеся монахи пустыни), скончался от холеры.
- архимандрит Самуил (Сардовский) (1 февраля 1871—1883):  выходец из Кизлярского Крестовоздвиженского монастыря. Во время его управления монастырь полностью перешёл под епархиальное управление. В марте 1874 года предложил переселиться в монастырь группе отшельников («подвижников ради спасения»), незаконно поселившихся в пещерах невдалеке от Майкопа за рекой Белой в ноябре 1873 года, которых начальник Майкопского отдела постановил передать в руки полиции[24].
- архимандрит Нафанаил (1883—1893)
- архимандрит Нил (Николай Никифорович Воскресенский) (1893—1901): из Ярославской губернии, пострижен в монахи в 1877 году. В 1879 году был строителем Успенского монастыря в Вятской губернии, с 1886 года — игумен Далматовского Успенского монастыря, с 1889 года — настоятель Иоанно-Предтеченского монастыря в Астраханской епархии, откуда был переведен в пустынь.
- игумен Сергий: был настоятелем в 1901 году.
- игумен Амвросий (Матвеенко) (1905-1907)
- епископ Ейский Иоанн (Левицкий) (21 декабря 1907 — апрель 1912): с учреждением кафедры викарного епископа Ейского на неё был назначен ректор Астраханской духовной семинарии архимандрит Иоанн, на которого было возложено руководство Екатерино-Лебяжской пустынью.
- иеромонах Анатолий (1907-1912), наместник. По инициативе иеромонаха Анатолия с древней казачьей святыней иконой Толгской Божией Матери из ризницы Межигорского монастыря, стали проводиться крестные ходы по кубанским станицам.
- архимандрит Дорофей (Анищенко) (1912-1921): постриженник Софрониево-Молченской Печерской пустыни в Курской епархии. Возглавлял пустынь вплоть до её закрытия.